# Fiscalía General de Justicia de Zacatecas
La Fiscalía General de Justicia del Estado de Zacatecas o FGJZ es un organismo público autónomo, dotado de personalidad jurídica y patrimonio propios, con autonomía técnica, presupuestal, de gestión y para emitir las reglas conforme a las cuales sistematizará la información bajo su resguardo. A la FGJZ le corresponde la investigación de los delitos y la persecución ante los Tribunales; procurar que los juicios en materia penal se sigan con toda regularidad para que la impartición de justicia sea pronta. 
Para esto tiene la capacidad de coordinarse con cualquier de los tres poderes de gobierno del estado y federación, gobiernos municipales y otras fiscalías estatales y la Fiscalía General de la República (México)

## Funciones
Artículo 87. El Ministerio Público se organizará en una Fiscalía General de Justicia del Estado, que
tendrá el carácter de organismo público autónomo dotado de personalidad jurídica y patrimonio
propio y contará en su estructura con un órgano interno de control, que tendrá autonomía técnica
y de gestión en la vigilancia de los ingresos y egresos de la Fiscalía y será designado por la votación
de las dos terceras partes de los miembros presentes de la Legislatura del Estado.
Articulo 87. CONSTITUCIÓN POLÍTICA DEL ESTADO LIBRE Y SOBERANO DE
ZACATECAS

En el Artículo 87 de la Constitución de Zacatecas también establece que la Fiscalía deberá tener obligatoriamente Fiscalías Especializadas, en Atención de Delitos Electorales, de combate a la Corrupción y de Derechos Humanos. 

## Estructura Orgánica
Fiscalía General del Estado de Justicia de Zacatecas: Francisco José Murillo Ruiseco
- Vicefiscal de Investigación , Litigación y Justicia Alternativa: DOLORES RAMÍREZ FLORES
  - Directora general de Investigación y Litigación: LAURA RUELAS CARRILLO
  - Directora general de Atención Temprana y Justicia Alternativa: ANA CRISTINA TORRES PADILLA
- Vicefiscal de Apoyo Procesal: HOMERO OSBALDO RAMÍREZ AMBRIZ
  - Director general de Servicios Periciales: VÍCTOR MANUEL GUERRERO GARCÍA
  - Director general de la Policía de Investigación: VICTOR MANUEL RIVERA RANGEL
- Vicefiscal Distrital Fresnillo: CAROL ANAID MONTELONGO ALANIZ
- Fiscal Especializada en Atención de Delitos Electorales: ROSALINDA ÁLVAREZ MERCADO
- Fiscal Especializado en Combate a la Corrupción: SALVADOR EDUARDO VILLA ALMARÁZ
- Fiscal Especializada de Derechos Humanos, Tortura y otros Tratos o Penas Crueles, Inhumanos o Degradantes: MARTHA BERENICE VÁZQUEZ GONZÁLEZ
- Fiscal Especializada en Atención de Delitos contra las Mujeres por Razones de Género: FÁTIMA XÓCHITL ENCINA ARROYO
- Fiscal Especializado para la Atención de Desaparición Forzada de Personas y Desaparición Cometida por Particulares: RODRIGO ROSAS COLLAZO
- Fiscal Especializada para la Atención de Trata de Personas: LORENA ESPERANZA OROPEZA MUÑOZ
- Fiscal Especializado en Combate al Secuestro: JUAN CARLOS VALDIVIA MERAZ
- Director general de Desarrollo y Evaluación: RUBÉN GUSTAVO ROMERO MENDIETA
- Director del Servicio Profesional de Carrera: SERGUEI ALEJANDRO ROMANO GONZÁLEZ
- Director general de Administración: JOSE ANTONIO MILANÉS RODRÍGUEZ

## Historia
La fecha de creación de la Procuraduría General de Justicia del Estado de Zacatecas es desconocida. Es a partir de los años 30 y 40 cuando las entidades federativas empiezan a establecer las procuradurías locales.
La Fiscalía inicia su historia con antecedentes en fecha 22 de marzo de 2017, fue publicado en el Periódico Oficial Órgano de Gobierno del Estado, la reforma constitucional, mediante la cual se crea la Fiscalía General de Justicia del Estado.
El día 1 de enero de 2018 entró en vigor la Ley Orgánica de la Fiscalía General de Justicia. La Fiscalía, en un esquema funcional y organizacional moderno, le permitirá responder a las nuevas exigencias del sistema procesal penal acusatorio.

## Vicefiscalias
Las Vicefiscalias son las ramas encargadas de las aéreas especiales para atender una carpeta de investigación.
- Vicefiscalía de Investigación, Litigación y Justicia Alternativa: la atención, investigación, litigación y persecución de aquellos delitos que no sean competencia de las Fiscalías Especializadas, así como la tramitación y fomento de los mecanismos alternativos de solución de controversias. Esta Vicefiscalía se integra por una Dirección General de Investigación y Litigación y una Dirección General de Atención Temprana y Justicia Alternativa, cuyos servicios se encuentran disponibles en el apartado de denuncias de esta página web. Y cuentan con 253 fiscales.
- Vicefiscalía de Apoyo Procesal: Está a cargo de las áreas que desempeñan funciones de apoyo al proceso penal de la Fiscalía General, que son las siguientes:
  - Dirección General de Servicios Periciales: La Dirección General de Servicios Periciales será responsable de auxiliar a los Fiscales y a la Dirección General de Policía de Investigación en la persecución de los delitos. Los peritos dilucidarán las cuestiones técnicas, artísticas o científicas que les sean planteadas por los Fiscales, y tendrán la intervención que señala el Código Nacional y demás normas aplicables, cuentan con 153 elementos periciales.
  - Dirección General de la Policía de Investigación: La Fiscalía General ejercerá la conducción y mando de la Policía de Investigación, la cual se organiza en la Dirección General de Policía de Investigación que auxilia a los Fiscales en sus funciones de investigación y persecución del delito en los términos de la Constitución, el Código Nacional, la Constitución del Estado, la Ley Orgánica de la Fiscalía y demás disposiciones legales aplicables.  La Policía de Investigación actúa bajo la conducción de la Institución del Ministerio Público y la auxilia en la investigación de los delitos y, en su caso, en la persecución de los imputados. Tienen a 440 agentes  Cumplen las actuaciones que les encomienden durante la investigación y hacen cumplir las citaciones, presentaciones y notificaciones que se le ordenen. También ejecutan las órdenes de aprehensión, cateos y otros mandamientos que dispongan los órganos jurisdiccionales, recepción de denuncias y cumplen con las responsabilidades de primer respondiente, conforme a las disposiciones legales aplicables.
- Vicefiscalía Distrital Fresnillo: La Vicefiscalía Distrital Fresnillo de la Fiscalía General de Justicia del Estado de Zacatecas es la encargada de la atención, investigación, litigación y persecución de aquellos delitos del fuero común cometidos en el territorio del Distrito Judicial de Fresnillo, que no sean competencia de las Fiscalías Especializadas; también le corresponde la tramitación y fomento de los mecanismos alternativos de solución de controversias en coordinación con la Viscefiscalía de Investigación, Litigación y Justicia Alternativa.

## Fiscalías Especializadas
- Fiscalía Especializada en Atención de Delitos Electorales: Corresponde a la Fiscalía Especializada en Atención de Delitos Electorales, la atención, investigación y persecución de los delitos electorales. Su objetivo general es garantizar el pleno ejercicio de la vida democrática, la libre emisión del voto y honestidad en los procesos electorales, respetando los principios rectores de certeza, legalidad, independencia, imparcialidad, máxima publicidad y objetividad.

- Fiscalía Especializada en Combate a la Corrupc ón: Corresponde a la Fiscalía Especializada en Combate a la Corrupción, la atención, investigación, litigación y persecución de los delitos cometidos por Servidores Públicos, así como el cumplimiento de las obligaciones impuestas por la Constitución del Estado y las disposiciones del Sistema Estatal Anticorrupción.
- Fiscalía Especializada de Derechos Humanos, Tortura y Otros Tratos o Penas Crueles, Inhumanos o Degradantes: Corresponde a la Fiscalía Especializada de Derechos Humanos, Tortura y otros Tratos o Penas, Crueles, Inhumanos o Degradantes la atención, promoción, respeto, protección y garantía de los derechos humanos, así como la atención y protección a víctimas del delito y testigos.
- Fiscalía Especializada de Atención de Delitos Contra las Mujeres por Razones de Género: La Fiscalía Especializada en Atención de Delitos contra las Mujeres por Razones de Género tendrá a su cargo la conducción y mando en la investigación y persecución de los hechos delictivos cometidos por motivos de género, con la finalidad de garantizar el respeto y protección de los derechos humanos de las mujeres.
- Fiscalía Especializada para la Atención de Desaparición Forzada de Personas y Desaparición cometida por Particulares: Corresponde a la Fiscalía Especializada para la Atención de Desaparición Forzada de Personas y Desaparición cometida por Particulares, la atención, investigación y persecución de los delitos previstos en la Ley General de la Materia de Desaparición Forzada de Personas, Desaparición cometida por Particulares y del Sistema Nacional de Búsqueda de Personas.
- Fiscalía Especializada para la Atención de Trata de Personas: Corresponde a la Fiscalía Especializada para la Atención de Trata de Personas, el diseño e implementación de acciones para la atención, investigación, litigación y persecución de los delitos en materia de trata de personas.
- Fiscalía Especializada en Combate al Secuestro: Corresponde a la Fiscalía Especializada en Combate al Secuestro, la atención, investigación, litigación y persecución de los delitos previstos en la Ley General para Prevenir y Sancionar los Delitos en materia de Secuestro, Reglamentaria de la Fracción XXI del artículo 73 de la Constitución Política de los Estados Unidos Mexicanos.